# 의원성
의원성 질병(醫原性疾病, 영어: iatrogenesis)은 의료행위로 인해 발생하는 장애나 질병이다. 치료적 행위에 의해 발생하는 이 역설적 질환은 주로 의사들에 의해 발생하나 그 외에도 심리학자, 치과의사, 약사, 간호사 등에 의해 발생하기도 한다. 주로 무지하거나 신중하지 못하거나 자격미달인 치료자에 의해 발생하는 피할 수 있었던 질환 또는 부정적인 상황을 일컬으나, 때로는 의학적 혹은 상황적 한계에 의해 어쩔수 없이 발생하기도 한다. 다시 말해, 의료기술이 아직 충분히 발전하지 않은 분야의 어떤 의원성 질환은 당대에는 적합한 치료과정에 수반된 불행한 합병증으로 간주되다가 의료기술이 발전한 후에 되짚어보니 의원성 질환이었음이 세월이 흐른 후에야 밝혀지기도 한다. 대표적인 사례로는 아직 세균의 존재가 발견되지 않아서 의료행위 전 손과 도구의 소독 및 무균적 술기의 중요성이 밝혀지지 않았던 시절 헝가리의 의사 이그나즈 제멜바이스가 발견한, 산과의사들의 손에 서식하는 세균에 의한 감염으로 인해 산모들이 산후감염으로 사망한 사례들을 들 수 있다. 아직 방사능과 악성종양의 상관성이 밝혀지지 않았던 시절, 퀴리부인이 수많은 방사선 관련 연구를 시행하다 결국 골수암으로 사망한 사례가 개인의 무지에 의한 비극이 아닌 시대적 한계에 의한 비극으로 치부되는 것과 마찬가지이다. 심각한 경우에, 어떤 의원성 질환은 검증되지 않은 대체 의료행위에 의해 발생하기도 한다.
의원성 질환은 완전 치료가 가능한 경우가 있고 부분적 회복만 시킬 수 있거나 치료가 불가능한 경우도 있다.
의원성 질환은 직접적으로 발생하는 임상적 의원성 외에, 정상적인 상황이나 행위가 질병으로 간주되는 현상인 사회적 의원성, 그리고 의료행위에 길들여지면서 환자로 하여금 신체적 증상에 능동적으로 대처하는 능력을 상실케하는 문화적 의원성 등으로 나눌 수 있다.

## 같이 보기
- 산욕열
- 이그나즈 제멜바이스(1818~1865)

## 참고 문헌
- 생명과학 대사전
- 간호학 대사전